# April Wine
April Wine är ett rockband från Kanada bildat 1969. Enligt bandet valde de namnet "April Wine" bara för att medlemmarna tyckte att de två orden lät bra tillsammans. Bandet har släppt mer än tjugo album genom åren, och skapat ett rykte om deras liveframträdanden som fortfarande drar stor publik i hela Kanada och runt om i världen i över fyrtio år efter att ha tagit sina första steg in i hårdrockens rampljus.

## Den första tiden
April Wine började spela i slutet av 1969 i Waverley, Nova Scotia (en förort till Halifax). De ursprungliga medlemmarna var bröderna David Henman på gitarr och Ritchie Henman på trummor. Deras kusin Jim Henman spelade bas och Myles Goodwyn kompletterade med sång och gitarr. I början av 1970 flyttade bandet till Montréal.
 Kort efter flytten skrev de kontrakt med skivbolaget Aquarius Records. De spelade in och släppte sitt självbetitlade debutalbum April Wine 1971. Singeln Fast Train från albumet fick relativt mycket speltid på radiostationer över hela Kanada och Myles Goodwyn etablerades som bandets huvudsakliga låtskrivare. Framgångarna med singeln gav bandet förtroende hos skivbolaget och arbetet började med ett andra album. Men inte före en ändring i banduppsättningen (den första av många under bandets karriär). Jim Henman lämnade bandet och ersattes av Jim Clench.

## Genombrottet
Under ledning av producenten Ralph Murphy spelade April Wine in sitt andra album med titeln On Record. Första singeln från albumet var en coverversion på sången You Could Have Been a Lady av det engelska popbandet Hot Chocolate. Låten blev en enorm framgång, listades etta på flera radiostationer i hela Kanada,  låten slog sig även in på Billboard Top 30 i USA och låg kvar där i elva veckor. April Wine var snabbt igång och släppte en andra singel från On Record, också det en cover, med titeln Bad Side of the Moon av Elton John och Bernie Taupin. Denna låt blev också en framgång på radiostationer i Kanada och blev även en hit i USA. Båda låtarna spelas än idag på specifika radiostationer i Kanada. On Record belönades med en Guldskiva i Kanada.
Under inspelningen av bandets tredje album ägde ytterligare en förändring rum bland banduppsättningen. Innan albumet var färdigt lämnade bröderna David och Ritchie Henman April Wine, och Myles Goodwyn var den enda ursprungliga bandmedlemmen som var kvar. Goodwyn och Clench bestämde sig för att fortsätta och började med att rekrytera ersättare för bröderna Henmans. Trumslagaren Jerry Mercer (som tidigare spelade i Mashmakhan) och gitarristen Gary Moffet valdes till nya bandmedlemmar. Tillskottet av de två nya medlemmarna bidrog till att April Wine blev ett väl sammansatt turnerande band. Tillsammans slutförde de inspelningen av bandets tredje album Electric Jewels. Skivan fick omedelbart positiv kritik av bandets fans. Albumet innehöll låtar som Weeping Widow, Just Like That, och Lady Run, Lady Hide, vilka skulle bli standardlåtar för April Wines konserter och framträdanden i många år framöver. Turnén (som kallades för "Electric Adventure", för att hylla skivan) var en enorm framgång och innehöll enorma mängder fyrverkerier.

## Framgångsåren
Bandet slog till med deras fjärde album Stand Back, och fick framgångar med singlarna Tonight Is A Wonderful Time To Fall In Love och I Wouldn't Want To Lose Your Love. Albumet belönades med Platina två gånger om i Kanada. Låten Oowatanite blev en konsertfavorit och en av de mest populära låtarna bandet spelade in. Efter turnén med Stand Back följdes av ännu en förändring av banduppsättningen. Denna gång lämnade den långvariga medlemmen Jim Clench bandet och ersattes av Steve Lang. Clench fortsatte att vara aktiv inom musiken och gjorde även ett framträdande tillsammans med rockbandet Bachman-Turner Overdrive.
Nästa utgåva och femte albumet i ordningen av bandet med titeln The Whole World's Goin' Crazy, även denna gång blev det framgångar och Platinautmärkelse. Albumet innehöll den populära låten och balladen Like A Lover, Like A Song. Efter turnén för Crazy återvände bandet och spelade in deras sjätte album Forever for Now. Skivan sålde Platina och innehöll bandets största singel You Won't Dance With Me.
I mitten av 1977 var April Wine bokade till att spela en konsert för välgörenhet på den berömda klubben El Mocambo i Toronto, Ontario. Huvudnumret för konserten var ett band kallat "The Cockroaches", vilka visade sig vara inga mindre än The Rolling Stones. Pseudonymen för Rolling Stones hölls inte speciellt hemligt och en mycket stor publik besökte konserten. April Wines framträdande uppmärksammades och som resultat av det släpptes albumet Live at the El Mocambo. Bandet fick sin första chans att turnera i USA efter El Mocambo-konserten, först som förband till The Rolling Stones senare för ett antal andra populära band, som till exempel Styx och det kanadensiska rockbandet Rush.
Ännu en förändring i banduppsättningen skedde 1977, men denna gång lämnade ingen bandet utan en femte medlem anslöt sig. Brian Greenway togs in som tredje gitarrist, Brian kunde inte enbart spela gitarr han bidrog även med sång och munspel. Nu med Brian i bandet kunde han täcka upp gitarrspel för Myles Goodwyn, som nu kunde spelade keyboard för bandets alla ballader. För övrigt så spelade nu David och Ritchie Henman för Brian Greenway's tidigare band The Dudes.
1979 fortsatte framgångarna i Kanada och de internationella framgångarna tog vid. Det sjunde albumet First Glance blev en succé direkt och albumets två första singlar topplistade på Kanadensisk radio. med den tredje singeln Roller fick bandet en enorm uppmärksamhet i hela Nordamerika. Låten letade sig in på Bilboard Top 30 och låg kvar där i elva veckor. Albumet First Glance sålde även den mycket bra i USA och låg kvar på Billboard album chart i många veckor, albumet blev även April Wines första att sälja Guld utanför Kanada.
Efter framgångarna med First Glance, släppte nu ett mycket självsäkert April Wine deras hårdaste rock-album med titeln Harder ... Faster som levde upp till sitt namn med klassiska låtar som Say Hello och I Like to Rock. Singlarna blev populära både i USA och i Kanada, och Harder ... Faster visade sig vara ännu en succé med flera Platina-utmärkelser. Albumet låg kvar på Billboard-listan i fyrtio veckor. Den följande turnén börjades som förband till Nazareth på deras turné i USA. De första tio åren hade April Wine gått från en nationell framgång till internationell stjärnstatus. Toppen på deras karriär skulle strax komma och deras fall kort därefter.

## Toppen och upplösningen

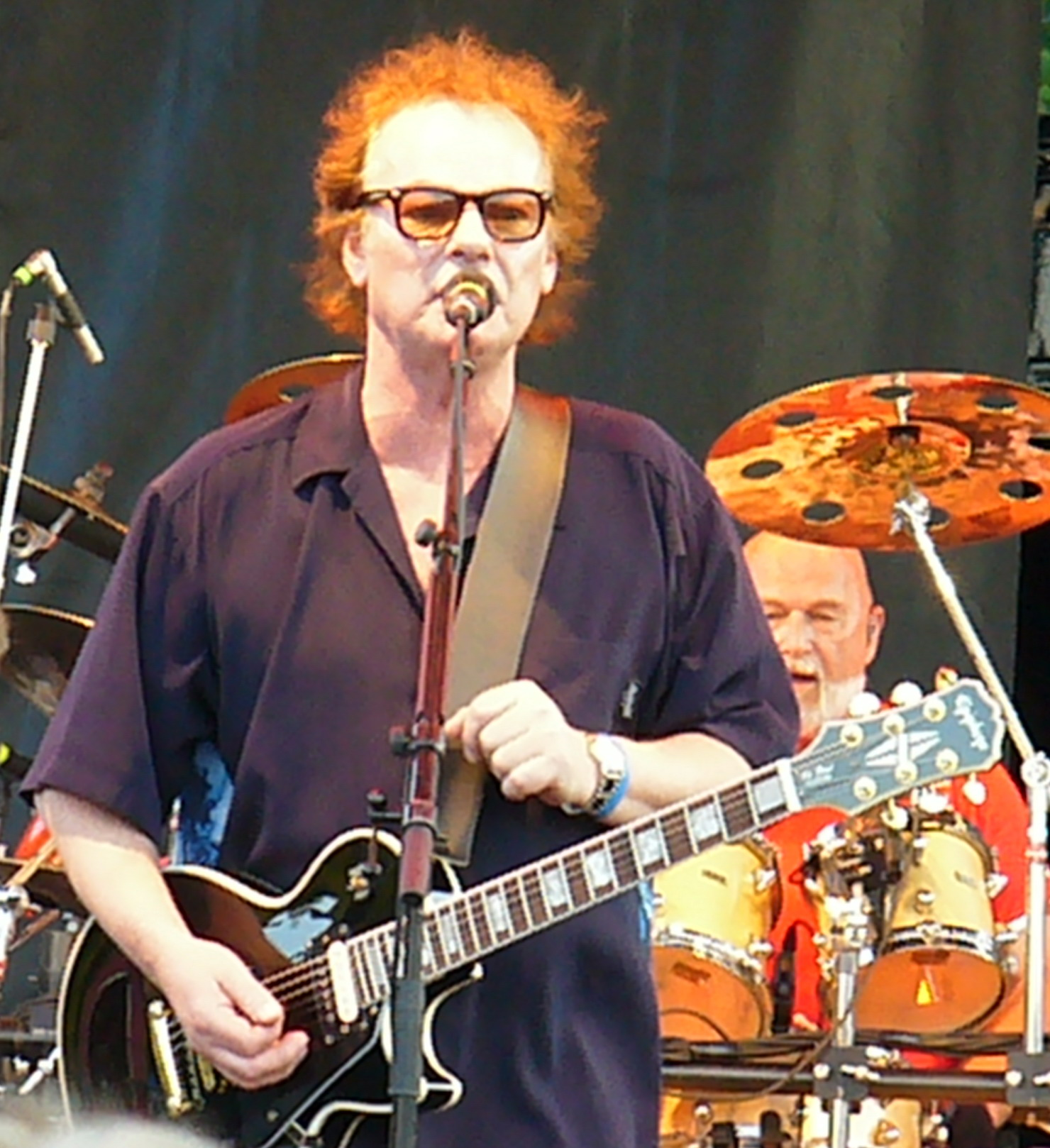
Myles Goodwyn

Förväntningarna var höga efter den tidigare succén med Harder ... Faster. I januari 1981 släpptes albumet The Nature of the Beast. Fansen jublade och försäljningen sköt i höjden. Albumet innehöll hitsinglar som Just Between You and Me och Sign of the Gypsy Queen. Och albumet belönades med flera Platinautmärkelser i Kanada, och blev även April Wine's första album att belönas med en internationell Platina. Låtar som All Over Town, Bad Boys, Future Tense och Crash and Burn blev alla publikfavoriter. Den turnén spelade de inför sin största publik någonsin, och fyllde arenor överallt de åkte.
Istället för att fortsätta på deras framgångsrika resa, tog April Wine ett plötsligt men tillfälligt avbrott efter The Nature of the Beast-turnén. Myles Goodwyn, bandets låtskrivare, producent och initiativtagare började att känna sig utmattad efter konstant turnerande och studioarbete, och bandet tog en mycket välbehövlig vila.
Efter arton månaders uppehåll var April Wine tillbaka med deras nya album Power Play. Albumet innehöll låtar som Enough is Enough, If You See Kay och Anything You Want, You Got It. Den efterföljande turnén som kallades "The power Play Tour" skulle bli den största turnén i bandets historia, tillsammans med en enorm scen och stora fyrverkeriföreställningar. Fansens förväntningar var höga efter två år av uppehåll och turnén följdes av mycket stora publiksiffror. Trots att Power Play blev en stor försäljningsframgång möttes inte albumet av samma respons som deras tidigare hade gjort. April Wine var fortfarande ett mycket populärt konsertband, men misslyckandet (som de själva såg det) var ett nederlag.
Det dåliga skulle bli värre under tiden som bandet spelade in uppföljaren till Power Play. Låtskrivandet och inspelningarna tog mycket längre tid än vad det hade gjort tidigare. Och under tiden startades konflikter mellan medlemmarna i bandet. Vid denna tidpunkt flyttade Myles Goodwyn från sitt hemland Kanada till Bahamas, för att distansera sig från resten av bandet. April Wines elfte album Animal Grace släpptes och försäljningen gick till en början upp högt på listorna, men föll tillbaka lika fort igen. Singeln This Could be the Right One mötte också samma öde. 1984 samlades bandet för en turné som annonserades ut som "Farewell Tour". Turnén blev framgångsrik och livealbumet One for the Road släpptes.
1985 började Goodwyn att arbeta på vad som var avsett att bli hans första soloalbum. Trots allt så var April Wine fortfarande skyldiga skivbolaget Capitol Records ytterligare ett album genom deras kontrakt. Greenway anslöt sig till Goodwyn i Bahamas tillsammans med musiker från Montreal. Daniel Barbe (keyboard), Jean Pellerin (bas), och Marty Simon (trummor). Tillsammans spelade de in vad som var tänkt att bli April Wines sista album, Walking Through Fire.
I september 1986 släpptes albumet Walking Through Fire. Fansen blev inte övertygade eftersom endast Goodwyn och Greenway hade återvänt, de andra medlemmarna hade sedan tidigare gått skilda vägar.
Myles Goodwyn och Brian Greenway släppte senare sina egna soloalbum efter bandets upplösning. Men för det mesta var det tyst runt April Wine resten av 80-talet och i början av 90-talet.

## Återföreningen
1988 flyttade Myles Goodwyn tillbaka till Kanada från Bahamas. Omedelbart kom förfrågningar från media och fans om huruvida bandet skulle återförenas eller inte. En dialog sattes sakta igång med andra bandmedlemmar, vissa var intresserad vissa hade andra saker på gång. Planerna på en återförening lades nästan på is. Men under 1992 stod återigen April Wine på scenen, den nya starten började med en utsåld konsert i Manitoba. Bandet bestod nu av Greenway, Goodwyn, trumslagaren Jerry Mercer och basisten Jim Clench, Clench som för övrigt inte hade spelat med bandet sedan 1975. Och tredje gitarristen blev Steve Segal.
1993 släpptes albumet Attitude, det första sedan återföreningen, den belönades med en Guldskiva. Segal fortsatte spela med bandet ytterligare en studioinspelning, och 1994 släpptes albumet Frigate. Det skulle dröja till 2001 innan ett nytt album hade spelats in och släpptes, med titeln  Back to the Mansion. Under samma år var låten Roller med i filmen Joe Dirt. 2003 släpptes livealbumet Greatest Hits Live 2003. Under 2004 släppte bandet deras första DVD-Audio From the Front Row ... Live!. Under flera år medverkade Carl Dixon (tidigare i bandet Coney Hatch, och nu i The Guess Who) på gitarr, keyboard och sång.
April Wine gick in på sitt trettiosjunde år som band 2006. 31 oktober 2006 lanserade skivbolaget Aquarius Records April Wine Rocks! ett nytt samlingsalbum med April Wine-favoriter. Ett nytt album Roughly Speaking släpptes 28 november 2006. I slutet av 2006 hoppade clench av från April Wine för andra gången, och blev ersatt av basisten Breen LeBoeuf i januari 2007. Ett år senare avslutade Mercer sin karriär.
April Wine fortsatte att turnera runt i Kanada årligen, och spelade även på diverse festivaler i Europa och i USA. Nu bestod bandet av medlemmarna Goodwyn, Greenway, LeBoeuf, och trumslagaren Blair Mackay, som ersatte Mercer i januari 2009.
2010 valdes April Wine in till Canadian Music Hall of Fame. Ceremonin hölls under Juno Awards 18 april 2010 i St. John's, Newfoundland and Labrador.

## Medlemmar
Nuvarande medlemmar
- Myles Goodwyn – sång, gitarr (1969–1986, 1992–)
- Brian Greenway – sång, gitarr (1977–1986, 1992–)
- Richard Lanthier – basgitarr, sång (2011–)
- Roy Nichol – trummor, sång (2012–)

Tidigare medlemmar
- Jimmy Henman – sång, basgitarr (1969–1971)
- David Henman – sång, gitarr (1969–1973)
- Ritchie Henman – trummor (1969–1973)
- Jim Clench – sång, basgitarr (1971–1975, 1992—2006; död 2010)
- Gary Moffet – gitarr, bakgrundssång (1973–1984)
- Jerry Mercer – trummor (1973–1984, 1992–2008)
- Steve Lang – basgitarr, bakgrundssång (1975–1984; död 2017)
- Daniel Barbe – keyboard (1985–1986)
- Jean Pellerin – basgitarr (1985–1986)
- Marty Simon – trummor (1985–1986)
- Steve Segal – gitarr (1992–1994)
- Carl Dixon – gitarr, keyboard, sång (2001–2004)
- Breen LeBoeuf – basgitarr, sång (2007–2011)
- Blair Mackay – trummor (2009–2012)

## Diskografi

### Studioalbum
| - April Wine (1971) - On Record (1972) - Electric Jewels (1973) - Stand Back (1975) - The Whole World's Goin' Craz] (1976) - Forever for Now (1977) | - First Glance (1978) - Harder ... Faster (1979) - The Nature of the Beast (1981) - Power Play (1982) - Animal Grace (1984) - Walking Through Fire (1986) | - Attitude (1993) - Frigate (1994) - Back to the Mansion (2001) - Roughly Speaking (2006) |

### Samlingsalbum
| - Greatest Hits (1979) - Best of April Wine: Rock Ballads (1981) - Review and Preview (1981) - The Hits (1987) - All the Rockers (1987) | - We Like to Rock (1988) - The First Decade (1989) - Oowatanite (1990) - The April Wine Collection (1992) - Champions of Rock (1996) | - Rock Champions (2000) - Classic Masters (2002) - Best of April Wine (2003) - April Wine Rocks! (2006) - The Hard & Heavy Collection (2009) |

### Livealbum
| - Live! (1974) - Live at the El Mocambo (1977) - Ladies Man EP (1980) | - One for the Road (1985) - Greatest Hits Live 1997 (1997) - I Like to Rock (2002) | - Greatest Hits Live 2003 (2003) - Live in London (audio CD) (2009) |

### Video och DVD
- Live in London (live concert video) (1981)
- From the Front Row ... Live! (DVD-Audio) (2003)

### Singlar
| År   | Sång                                          | KAN | USA | UK |
| ---- | --------------------------------------------- | --- | --- | -- |
| 1971 | "Fast Train"                                  | 38  | —   | —  |
| 1972 | "You Could Have Been a Lady"                  | 5   | 32  | —  |
| 1972 | "Bad Side of the Moon"                        | 16  | —   | —  |
| 1972 | "Drop Your Guns"                              | 34  | —   | —  |
| 1973 | "Lady Run, Lady Hide"                         | 19  | —   | —  |
| 1973 | "Weeping Widow"                               | 40  | —   | —  |
| 1974 | "Electric Jewels"                             | 84  | —   | —  |
| 1974 | "I'm on Fire for You Baby"                    | 64  | —   | —  |
| 1974 | "I Wouldn't Want to Lose Your Love"           | 17  | —   | —  |
| 1975 | "Tonight is a Wonderful Time to Fall in Love" | 5   | —   | —  |
| 1975 | "Cum Hear the Band"                           | 29  | —   | —  |
| 1975 | "Oowatanite"                                  | 11  | —   | —  |
| 1976 | "The Whole World's Goin' Crazy"               | 5   | —   | —  |
| 1976 | "Gimme Love"                                  | 33  | —   | —  |
| 1976 | "Like a Lover, Like a Song"                   | 49  | —   | —  |
| 1977 | "Forever for Now"                             | 45  | —   | —  |
| 1977 | "You Won't Dance With Me"                     | 6   | —   | —  |
| 1978 | "Rock and Roll is a Vicious Game"             | 27  | —   | —  |
| 1978 | "Comin' Down Right on Top of Me"              | 46  | —   | —  |
| 1979 | "Roller"                                      | 24  | 34  | —  |
| 1979 | "Get Ready for Love"                          | 79  | —   | —  |
| 1980 | "Say Hello"                                   | 34  | —   | —  |
| 1980 | "I Like to Rock"                              | 75  | 86  | 41 |
| 1981 | "Just Between You and Me"                     | 6   | 21  | 52 |
| 1981 | "Sign of the Gypsy Queen"                     | 40  | 57  | —  |
| 1982 | "Enough is Enough"                            | 8   | 50  | —  |
| 1982 | "Tell Me Why"                                 | 46  | —   | —  |
| 1984 | "This Could Be the Right One"                 | —   | 58  | —  |
| 1985 | "Rock Myself to Sleep"                        | —   | —   | —  |
| 1985 | "Love Has Remembered Me"                      | 89  | —   | —  |
| 1993 | "If You Believe in Me"                        | 19  | —   | —  |
| 1993 | "Here's Lookin' at You Kid"                   | 80  | —   | —  |
| 1993 | "That's Love"                                 | 73  | —   | —  |
| 1993 | "Voice in My Heart"                           | 35  | —   | —  |
|      | Totalt antal hits                             | 32  | 7   | 2  |
|      | Topp 40-hits                                  | 21  | 3   | —  |